# Elements
Elements – trzeci album studyjny amerykańskiej grupy muzycznej Atheist.
Wydawnictwo ukazało się 30 sierpnia 1993 roku nakładem wytwórni muzycznych Active Records i Metal Blade Records.

## Lista utworów
Opracowano na podstawie materiału źródłowego.
| Nr  | Tytuł utworu                           | Długość |
| --- | -------------------------------------- | ------- |
| 1.  | „Green”                                | 03:22   |
| 2.  | „Water”                                | 04:29   |
| 3.  | „Samba Briza” (utwór instrumentalny)   | 01:58   |
| 4.  | „Air”                                  | 05:35   |
| 5.  | „Displacement” (utwór instrumentalny)  | 01:25   |
| 6.  | „Animal”                               | 04:11   |
| 7.  | „Mineral”                              | 04:34   |
| 8.  | „Fire”                                 | 04:37   |
| 9.  | „Fractal Point” (utwór instrumentalny) | 00:44   |
| 10. | „Earth”                                | 03:53   |
| 11. | „See You Again” (utwór instrumentalny) | 01:18   |
| 12. | „Elements”                             | 05:35   |
|     |                                        | 41:41   |

## Twórcy
Opracowano na podstawie materiału źródłowego.
| - Kelly Shaefer - gitara, śpiew, słowa, miksowanie - Frank Emmi - gitara - Rand Burkey - gitara - Tony Choy - gitara basowa | - Josh Greenbaum - perkusja, konga - David Smadbeck - fortepian - Mark Pinske - produkcja muzyczna, miksowanie, inżynieria dźwięku |

## Wydania
| Rok  | Nr katalogowy | Format             | Wytwórnia           | Region            | Źródło |
| ---- | ------------- | ------------------ | ------------------- | ----------------- | ------ |
| 1993 | 9 45370-2     | CD, Album          | Metal Blade Records | Stany Zjednoczone | [ 3 ]  |
| 1993 | CDMFN 150     | CD                 | Music For Nations   | Wielka rytania    | [ 3 ]  |
| 1993 | 9 45370-4     | Cass, Album        | Metal Blade Records | Stany Zjednoczone | [ 3 ]  |
| 2005 | RR 6672-2     | CD, Album, RM      | Relapse Records     | Stany Zjednoczone | [ 3 ]  |
| 2008 | 6672-1        | LP, Album, Pic, RM | Relapse Records     | Stany Zjednoczone | [ 3 ]  |